# 25593 Camillejordan
25593 Camillejordan este o planetă minoră (asteroid) din centura de asteroizi. A fost descoperită pe 28 decembrie 1999 la Prescott Observatory⁠(d) de Paul G. Comba⁠(d) și a fost numită după Camille Jordan. 
Obiectul prezintă o orbită caracterizată de o semiaxă mare de 2,3558047 UAi, o excentricitate de 0,23, o înclinație de 3,46375 ° în raport cu ecliptica.